# 亞歷山德里夫卡 (蘇梅區)
50°56′5″N 34°13′45″E / 50.93472°N 34.22917°E
亞歷山德里夫卡（烏克蘭語：Олександрівка）是位於烏克蘭東北部的村莊，由蘇梅州蘇梅區的米科萊夫卡鎮級市鎮負責管轄。該村距離圖奇内和科馬里茨凱1.5公里，海拔高度183米，2001年人口142。